# HMS Fury (1814)
Pour les autres navires du même nom, voir HMS Fury.

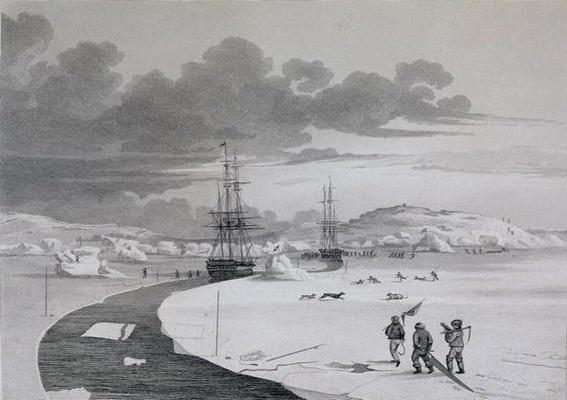
Les navires Hecla et Fury dans les glaces, par George Francis Lyon (1795-1832)

Le HMS Fury était une bombarde de classe Hecla construite dans les années 1810. Lancée en 1814, elle fut en service actif lors d'une attaque contre des barbaresques à Alger en août 1816. Plus tard, elle a été convertie en navire d'exploration pour des missions en Arctique.
Le Fury a fait deux voyages à destination de l'Arctique sous le commandement de William Edward Parry. Ces deux voyages ont été effectués en compagnie de son navire-jumeau, le HMS Hecla.
Son premier voyage arctique en 1821 fut la deuxième expédition de Parry, à la recherche du passage du Nord-Ouest. Le point le plus loin de ce voyage fut le détroit entre le bassin de Foxe et le golfe de Boothia. Ce détroit perpétuellement gelé fut nommé d'après les deux navires : détroit de Fury and Hecla.
Au second voyage en Arctique, le Fury a été commandé par Henry Parkyns Hoppner tandis que Parry, commandant l'expédition était sur l'Hecla. Ce voyage a été désastreux pour le Fury car, endommagé par les glaces pendant l'hiver, il fut abandonné le 25 août 1825 sur ce qui a été appelé depuis Fury Beach (plage Fury) sur l'île Somerset. Son chargement a été déchargé et servi lors d'exploration suivantes, notamment lors d'une expédition privée de John Ross entre 1829-1833.